# فرقة العصابات
فرقة العصابات(بالإنجليزية: Gangster Squad)‏ هو فيلم جريمة أمريكي من إخراج روبين فليشر الذي عرف بفيلمه الكوميدي زومبي لاند، بطولة شون بين بالإضافة لرايان غوسلينغ وإيما ستون وجوش برولين.
تدور أحداث الفيلم في أواخر الأربعينات وتحديدًا في مدينة لوس أنجلوس حيث يحاول نخبة من رجال الشرطة إبقاء عصابات المافيا من ضمنهم رجل العصابات ميكي كوهين “شون بين” خارج هذه المدينة الأمريكية.

## روابط خارجية
- الموقع الرسمي
- فرقة العصابات على موقع IMDb (الإنجليزية)
- فرقة العصابات على موقع ميتاكريتيك (الإنجليزية)
- فرقة العصابات على موقع الموسوعة البريطانية (الإنجليزية)
- فرقة العصابات على موقع روتن توميتوز (الإنجليزية)
- فرقة العصابات على موقع نتفليكس (الإنجليزية)
- فرقة العصابات على موقع قاعدة بيانات الأفلام العربية
- فرقة العصابات على موقع ألو سيني (الفرنسية)
- فرقة العصابات على موقع Turner Classic Movies (الإنجليزية)
- فرقة العصابات على موقع أول موفي (الإنجليزية)
- فرقة العصابات على موقع بوكس أوفيس موجو (الإنجليزية)